# Andy Taylor
Andrew Arthur "Andy" Taylor, född 16 februari 1961 i Cullercoats i Tyne and Wear, är en brittisk gitarrist, mest känd som medlem av Duran Duran 1980-1985 samt 2001-2006 och The Power Station.
Han har utöver det givit ut soloalbum och samarbetat med andra artister som studiomusiker, låtskrivare och producent, bland andra Robert Palmer, Rod Stewart, Belinda Carlisle och C. C. Catch. 2008 gav han ut sin självbiografi Wild Boy: My life in Duran Duran.

## Diskografi
Med Duran Duran:
- Duran Duran (1981)
- Rio (1982)
- Seven and the Ragged Tiger (1983)
- Arena (live) (1984)
- Astronaut (2004)
- Live from London (2005)

Med Power Station:
- The Power Station (1985)
- Living in Fear (1996)

Solo:
- Thunder (1987)
- Dangerous (1990)
- The Spanish Sessions EP (1999) - (med Luke Morley)